# Manciet
Manciet ist eine französische Gemeinde mit 761 Einwohnern (Stand 1. Januar 2022) im Département Gers in der Region Okzitanien. Sie gehört zum Kanton Grand-Bas-Armagnac im Arrondissement Condom.

## Geografie
Manciet liegt in der historischen Region Armagnac im Herzen der Gascogne, die vor allem wegen des dort produzierten Weinbrandes Armagnac bekannt ist. Durch den Ort führt der Fernwanderweg GR 65, der weitgehend dem historischen Verlauf des französischen Jakobsweges Via Podiensis folgt.
Die Gemeinde liegt am Flüsschen Douze, das über die Midouze zum Adour entwässert. Mont-de-Marsan liegt 53 Kilometer westlich, Toulouse 114 Kilometer südöstlich und Bordeaux 126 Kilometer nordwestlich von Manciet.

## Geschichte
Manciet gehörte zur Grafschaft Armagnac. An strategischer bedeutsamer Stelle wurde hier eine Burg errichtet, die schließlich vom Ritterorden Santiagos übernommen wurde. Während der Religionskriege wurde das Dorf zerstört, jedoch später wieder aufgebaut. Die protestantische Besatzung befestigte die Pfarrkirche Manciet und widerstand hier allen Angriffen. Erst 1624, 26 Jahre nach Ende der Religionskriege, wurde die entstandene Festung geschleift.

### Bevölkerungsentwicklung
| Jahr                       | 1962 | 1968 | 1975 | 1982 | 1990 | 1999 | 2006 | 2020 |
| Einwohner                  | 1069 | 1066 | 955  | 857  | 784  | 764  | 788  | 789  |
| Quellen: Cassini und INSEE |      |      |      |      |      |      |      |      |

## Sehenswürdigkeiten

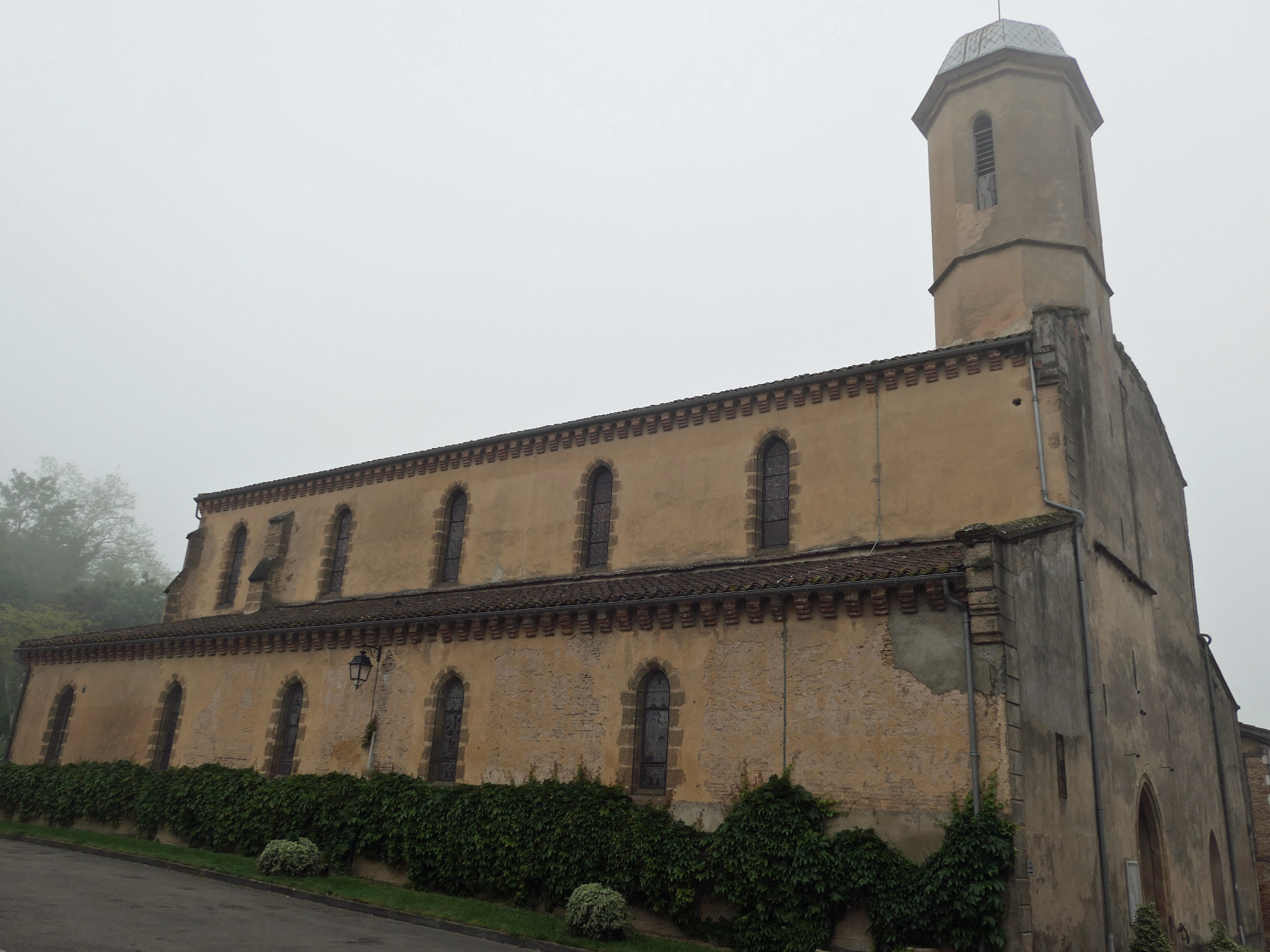
Kirche Notre-Dame-de-Pitié

- Reste eines Amphitheaters und schöne alte Häuser
- Reste einer Kommandantur der Templerritter aus dem 12. Jahrhundert, die nach deren Entmachtung und Verfolgung zum Hospiz für die Jakobspilger umgebaut wurde
- Kirche Notre-Dame-de-Pitié aus dem 14. Jahrhundert

### Jakobsweg (Via Podiensis)
In Manciet gibt es eine kleine Pilgerherberge (französisch: Gîte d'étape).

## Wirtschaft
Ca. 63 % der Bevölkerung arbeitet im Dienstleistungssektor, in Landwirtschaft und Viehzucht ca. 21 %. Lokale Produktionsschwerpunkte sind Wein und Getreide und Obst. Aus dem Wein wird der Weinbrand Armagnac hergestellt.